# Talsperre Kardschali
Die Talsperre Kardschali ist eine Talsperre mit Wasserkraftwerk im Oblast Kardschali, Bulgarien. Sie staut die Arda zu einem Stausee auf. Das zugehörige Kraftwerk hat eine installierte Leistung von 106 MW. Ungefähr einen Kilometer flussabwärts liegt die Stadt Kardschali.

## Absperrbauwerk
Das Absperrbauwerk ist eine Gewichtsstaumauer aus Beton mit einer Höhe von 103,5 (bzw. 109) m. Die Länge der Mauerkrone beträgt 403 m. Die Staumauer wurde von 1957 bis 1963 errichtet.

## Stausee
Bei Vollstau erstreckt sich der Stausee über eine Fläche von rund 16 km² und fasst 540 Mio. m³ Wasser. Der Stausee erstreckt sich über eine Länge von 22 km; seine durchschnittliche Tiefe beträgt 60 m.

## Kraftwerk
Das Kraftwerk verfügt über eine installierte Leistung von 106 MW; es ging 1963 in Betrieb. Die 4 Maschinen des Kraftwerks leisten jede maximal 26,5 MW.